# Mencon
Mencon is een bestuurslaag in het regentschap Pati van de provincie Midden-Java, Indonesië. Mencon telt 1055 inwoners (volkstelling 2010).